# Elva Goulbourne
Elva Goulbourne, née le 20 janvier 1980 à Saint Ann, est une athlète jamaïquaine, spécialiste du saut en longueur.
Sa meilleure performance est de 7,16 m et date de 2004.

## Palmarès

### Jeux olympiques d'été
- Jeux olympiques d'été de 2000 à Sydney ( Australie)
  - 10e en saut en longueur

### Championnats du monde d'athlétisme
- Championnats du monde d'athlétisme de 2001 à Edmonton ( Canada)
  - 10e en saut en longueur
- Championnats du monde d'athlétisme de 2003 à Paris ( France)
  - éliminée en qualifications en saut en longueur
- Championnats du monde d'athlétisme de 2005 à Helsinki ( Finlande)
  - 9e en saut en longueur

### Championnats du monde d'athlétisme en salle
- Championnats du monde d'athlétisme en salle de 2004 à Budapest ( Hongrie)
  - éliminée en qualifications en saut en longueur

### Jeux panaméricains
- Jeux Panaméricains de 1999 à Winnipeg ( Canada)
  -  Médaille de bronze en saut en longueur
- Jeux Panaméricains de 2007 à Rio de Janeiro ( Brésil)
  - 4e au saut en longueur

### Jeux du Commonwealth
- Jeux du Commonwealth de 2002 à Manchester ( Angleterre)
  -  Médaille d'or en saut en longueur
- Jeux du Commonwealth de 2006 à Melbourne ( Australie)
  - 9e en saut en longueur

## Sources
- (en) Cet article est partiellement ou en totalité issu de l’article de Wikipédia en anglais intitulé « Elva Goulbourne » (voir la liste des auteurs).